# Geoffrey Mutai
Geoffrey Mutai (Kenia, 7 de octubre de 1981) es un deportista keniano, especialista en carreras de fondo. Ganó la maratón de Nueva York en las ediciones de 2011 y 2013 (con un tiempo de 2:05:06 y 2:08:24, respectivamente), la maratón de Boston en 2011 y la maratón de Berlín en 2012.